# 業報 (印度教)
業力觀是構成印度教理想主義中的主要部份，印度教中，業力是解釋邪惡問題的主要方向，而和佛教及耆那教不同，印度教中的神對於業力有特定角色。根據印度古典梵文史詩《摩诃婆罗多》記載，主角阿周那（梵文：अर्जुन, arjuna）在準備參與一場戰事前，得知有他自己的家屬成員加入了敵方陣營，因而有放棄參戰的打算。但阿周那的戰車御者，即是印度教中最崇高的黑天（天城文：कृष्ण）解釋責任的觀念，使阿周那明白到自己肩負參戰的責任。
業力是指行為或廣義地包含因果關係。業力不同命運，人在自由的情況下所做的決定會影響將來的命運，根據《吠陀經》，如果我們播種善因，將結善果。業力就是泛指今生及前生所有行為及伴隨行為而起的反應，凡此種種行為結果都會決定我們的將來，但業力並不一定會即時顯現，也有可能會經過積累，在今生或來生遇上特殊的條件時才顯現。
印度教認為，業力是非個人及形而上的法則，人神也沒有改變這個法則的能力，而業力也不是懲罰或獎賞，只是自然的法則。
印度教的業，分為潛伏業與隨伴業，共同組成印度教的業報体系。

## 潛伏業
潛伏業(Anarabdha Karma)分為前世業及現世業，

### 現世業
現世業(Kriyamana, Sanciyamana)指在今世累積，來生果報的業。

### 前世業
前世業(Praktana, Sancita Karma)指前生累積，來世果報的業。

## 隨伴業
隨伴業(Arabdha, Prarabdha)指今生已伴隨其身體承受者。

## 延伸閱讀
- Krishnan, Yuvraj. . New Delhi: Motilal Banarsidass. 1997. ISBN 81-208-1233-6.
- Michaels, Axel. . Princeton, New Jersey: Princeton University Press. 2004. ISBN 0-691-08953-1. (English translation of Der Hinduismus: Geschichte und Gegenwart, Verlag C. H. Beck, 1998).
- Vireswarananda, Swami. . Calcutta: Advaita Ashrama Publication Department. 1996. ISBN 81-85301-95-6.